# 9281 Weryk
A 9281 Weryk (ideiglenes jelöléssel (9281) 1981 EJ15) a Naprendszer kisbolygóövében található aszteroida. Schelte J. Bus fedezte fel 1981. március 1-én.